# Pevidém Sport Clube
O Pevidém Sport Clube é um clube desportivo português de Pevidém, Guimarães, fundado no ano de 1989 e refundado mais tarde, em 2006, conseguindo a proeza de subir três divisões num ano.
O clube manda os seus jogos em casa no Parque de Jogos Albano Martins Coelho Lima, com capacidade para 4 555 espectadores.
Atualmente a equipa masculina de futebol joga na Série A do Campeonato de Portugal (liga).

## História
O clube inicialmente intitulado de Grupo Desportivo Pevidém ingressou na Associação de Futebol de Braga logo no ano da fundação inicial e teve José Varela como fundador em 1989 alguns anos após a desistência do clube local de mesmo nome que a empresa têxtil Coelima.
Na sua história participou nos campeonatos nacionais extintos de Portugal onde disputou sete temporadas na III Divisão de Portugal onde registou 238 jogos com um registo positivo entre vitórias e derrotas, com saldo de golos positivo desde a sua primeira aparição em 1995 até a sua última época em 2003. Também participou por uma vez na II Divisão B portuguesa na época 2000–01 onde perdeu metade dos jogos e foi despromovido. O arrastar da situação levou à extinção oficial do clube em 2005.
No ano seguinte, o clube, de nome de Pevidém Sport Clube, é refundado mais uma vez com o aval de José Varela e desde então foi traçando um caminho ascende até aos nacionais.
O clube já participou em 15 ocasiões na Taça de Portugal, com a melhor participação a ocorrer na época de 1998–99, quando chegou aos oitavos de final.
Na época 2019–20 foi pela primeira vez campeão distrital e conseguiu a promoção ao Campeonato de Portugal (liga), que marcou seu regresso às competições nacionais após 17 anos de ausência.

## Palmarés
- AF Braga 1ª Divisão: 1
  - 1993–94
- AF Braga 2ª Divisão: 1
  - 1991–92
- Taça AF Braga: 1
  - 2018–19
- AF Braga Divisão de Honra: 2
  - 2016–17 e 2019–20